# Harry Randall

a Compétitions nationales et continentales officielles uniquement.

b Matchs officiels uniquement.
Dernière mise à jour le 17 septembre 2023.
Harry Randall, né le 18 décembre 1997 à Slough, est un joueur international anglais de rugby à XV évoluant au poste de demi de mêlée avec les Bristol Bears en Premiership.

## Biographie

### Jeunesse et débuts
Harry Randall naît à Slough en Angleterre mais vit avec sa famille au pays de Galles à partir de ses quatre ans. Il a ainsi représenté cette nation chez les moins de 16 ans. Chez les jeunes, il joue pour le Tycroes RFC et les Scarlets (en catégorie de moins de 16 puis de moins de 18 ans).
Randall est ensuite retourné en Angleterre pour étudier au Hartpury College, il signe pour leur club, le Hartpury College RFC, dès ses dix-sept ans et intègre ensuite en parallèle l'Academy (centre de formation) de Gloucester Rugby, club avec lequel il ne fait aucune apparence en professionnel. Il fait toutefois ses débuts en senior avec Hartpury en National League One puis évolue ensuite en RFU Championship (deuxième division) après la promotion du club.

### Carrière en club professionnel
Il signe un contrat avec les Bristol Bears en 2018, étant considéré à ce point comme espoir du club par la presse locale du fait de son jeu dynamique et intelligent. Durant sa première année avec Bristol, il répond à ces attentes, marquant des essais en solitaire contre les Newcastle Falcons et les Leicester Tigers en championnat. En 2020, il marque un essai après 15 secondes de jeu en finale du Challenge européen contre le RC Toulon (32-19, score final), aidant Bristol à glaner leur premier trophée européen.

### Carrière internationale
Harry Randall participe à deux championnats du monde junior, en 2016 et 2017, terminant respectivement vainqueur et finaliste. Il fait partie de l'équipe remportant le Grand Chelem lors du Tournoi des Six Nations des moins de 20 ans 2017.
Il est appelé par le sélectionneur de l'Angleterre Eddie Jones dans le groupe pour le Tournoi des Six Nations 2021.
Le demi de mêlée connaît sa première cape en équipe nationale en juillet 2021 en tant que titulaire contre les États-Unis. Il est désigné homme du match avec un essai et une passe décisive en plus de recevoir des compliments de la part d'Eddie Jones.
Il revient dans l'équipe nationale à l'occasion du Tournoi des Six Nations 2022, figurant sur la feuille de match quatre fois dont trois en tant que titulaire.
Cependant, à l'été 2022, il perd sa place dans l'équipe anglaise au profit de Jack van Poortvliet notamment, puis se blesse plus tard en octobre, ce qui l'éloigne des terrains pour une durée de trois mois.
Mi-février 2024, il est convoqué avec l'équipe d'Angleterre A afin d'affronter le Portugal. Cependant, quelques jours plus tard, le demi de mêlée titulaire du XV de la Rose, Alex Mitchell, déclare forfait pour la troisième journée du Tournoi des Six Nations 2024, de ce fait Harry Randall est convoqué pour le remplacer. Finalement, il n'est pas utilisé pour ce match et est titularisé avec l'Angleterre A pour le match contre le Portugal.

## Palmarès

### En club
- Vainqueur du Challenge européen en 2020 avec les Bristol Bears.

### En sélection nationale
- Vainqueur du Championnat du monde junior en 2016 avec l'équipe d'Angleterre des moins de 20 ans.
- Vainqueur du Tournoi des Six Nations des moins de 20 ans en 2017 (Grand Chelem) avec l'équipe d'Angleterre des moins de 20 ans.
- Finaliste du Championnat du monde junior en 2017 avec l'équipe d'Angleterre des moins de 20 ans.